# Кирил Нолев
Кирил Нолев е български революционер, деец на Вътрешната македоно-одринска революционна организация.

## Биография
Кирил Нолев е роден в леринското село Желево, тогава в Османската империя, днес в Гърция. Братовчед е на Васил Хаджипавлов от Желево, който загива като четник на Пандо Кляшев в Горно Дреновени през 1907 година. Емигрира през 1910 година в Торонто, Канада, но преди обявяването на Балканската война заминава за България, където се включва като доброволец от Македоно-одринското опълчение в отряда на Пандо Сидов и Трайко Желевски. През 1918 година е арестуван от бившия андарт Стефос Григориу и след нанесен тежък побой е убит.
Семейството му и роднините му се изселват в Торонто, Канада. Брат му Филип Нолев развива собствен бизнес там и е член на македоно-българската църковна община и на МПО „Правда“.